# Степок (станція)
Степок — проміжна станція 5-го класу Коростенської дирекції Південно-Західної залізниці (Україна), розміщена на дільниці Житомир — Фастів I між зупинними пунктами Івниця (відстань — 5 км) і 62 км (4 км). Відстань до ст. Житомир — 35 км, до ст. Фастів I — 66 км.

## Загальний опис
Розташована в Житомирському районі Житомирської області, за 2 км на північ від однойменного села. Від станції відходить колія до військового містечка в селищі Новоівницькому.
Відкрита 1936 року. 2011 року дільницю Житомир — Фастів I електрифіковано з метою створення альтернативного транспортного коридору для розвантаження дільниці Козятин I — Фастів I.